# Seán McCague
Seán McCague (Scotstown, Condado de Monaghan; 1944 o 1945-24 de noviembre de 2022) fue un administrador deportivo irlandés que se desempeñó como el presidente número 33 de la Asociación Atlética Gaélica (2000-2003). Se convirtió en el primer hombre de Monaghan en ocupar ese cargo.

## Carrera
Como presidente, será recordado principalmente por la eliminación de la Regla 21 en noviembre de 2001. La regla 21 prohibía a los miembros de las fuerzas de seguridad británicas (que eran una fuerza no deseada para la mayoría de los fanáticos de la GAA) jugar juegos gaélicos. La regla fue abolida a pesar de la oposición de cinco de los seis condados del norte (Antrim, Armagh, Derry, Fermanagh y Tyrone).
En el Congreso anual de la GAA de 2001, McCague convenció a Taoiseach Bertie Ahern de comprometer 76 millones de euros para la remodelación de Croke Park. Esta cantidad se redujo posteriormente a 38 millones de euros.
McCague murió el 24 de noviembre de 2022, a la edad de 77 años.